# بولادكوه سر (مقاطعة كلاردشت)
بولادكوه‌سر (بالفارسية: پولادکوه‌سر) هي قرية تقع في Kuhestan Rural District في إيران. يقدر عدد سكانها بـ 40 نسمة بحسب إحصاء 2016.